# Corani (distrito)
Corani é um distrito do Peru, departamento de Puno, localizada na província de Carabaya.

## Transporte
O distrito de Corani não é servido pelo sistema de estradas terrestres do Peru.